# 兵庫県道91号はりま東条インター線
兵庫県道91号はりま東条インター線（ひょうごけんどう91ごう はりまとうじょうインターせん）は、兵庫県加東市を通る県道（主要地方道）である。

## 概要
中国自動車道のひょうご東条インターチェンジから加東市南山の兵庫県道17号西脇三田線交点を結ぶ短距離路線である。

### 路線データ
- 起点：加東市南山1丁目（ひょうご東条インター前交差点、中国自動車道ひょうご東条インターチェンジ・兵庫県道313号平木南山線交点）
- 終点：加東市南山1丁目（ひょうご東条インター入口交差点、兵庫県道17号西脇三田線交点）

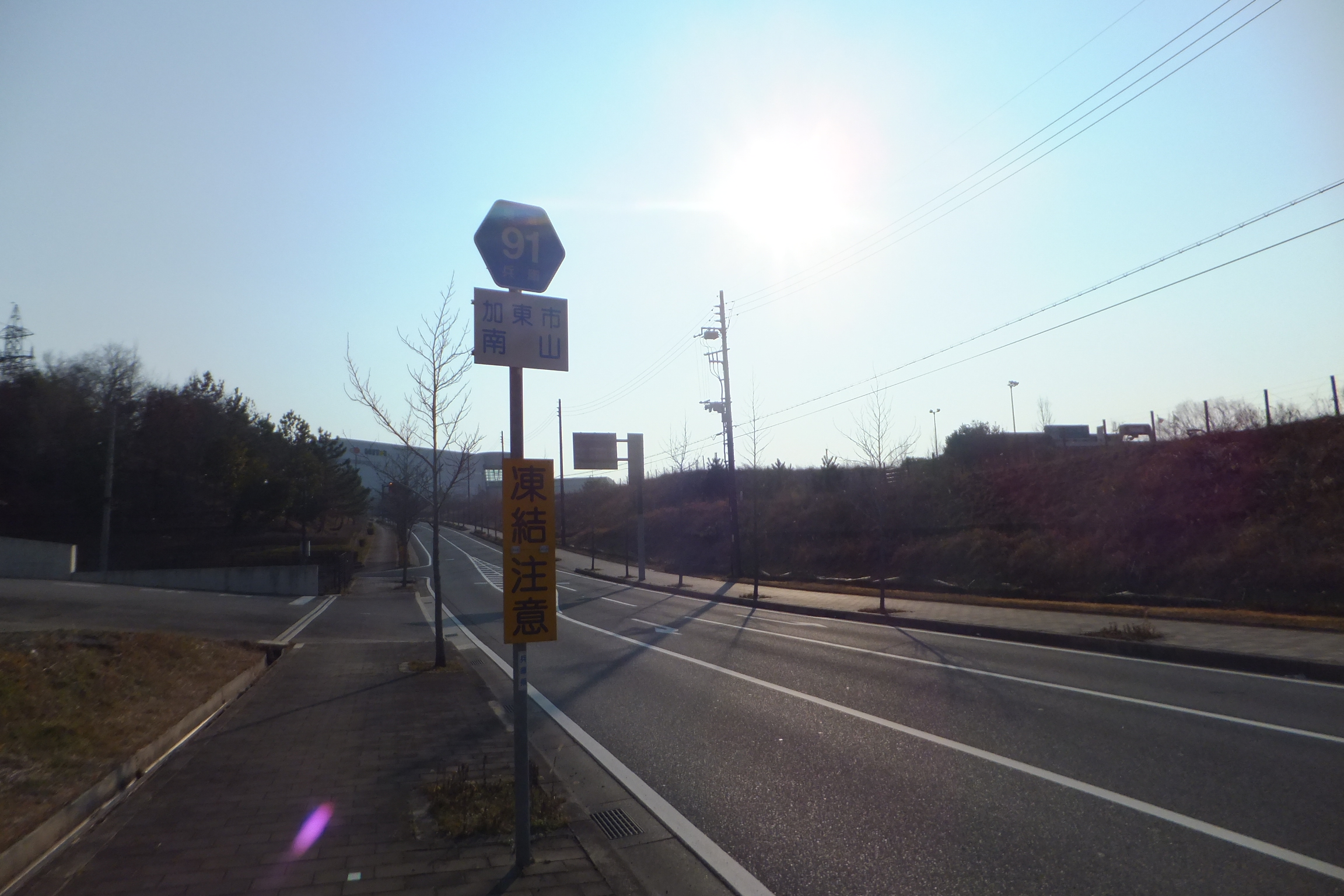
本道の標識
南山1丁目で撮影

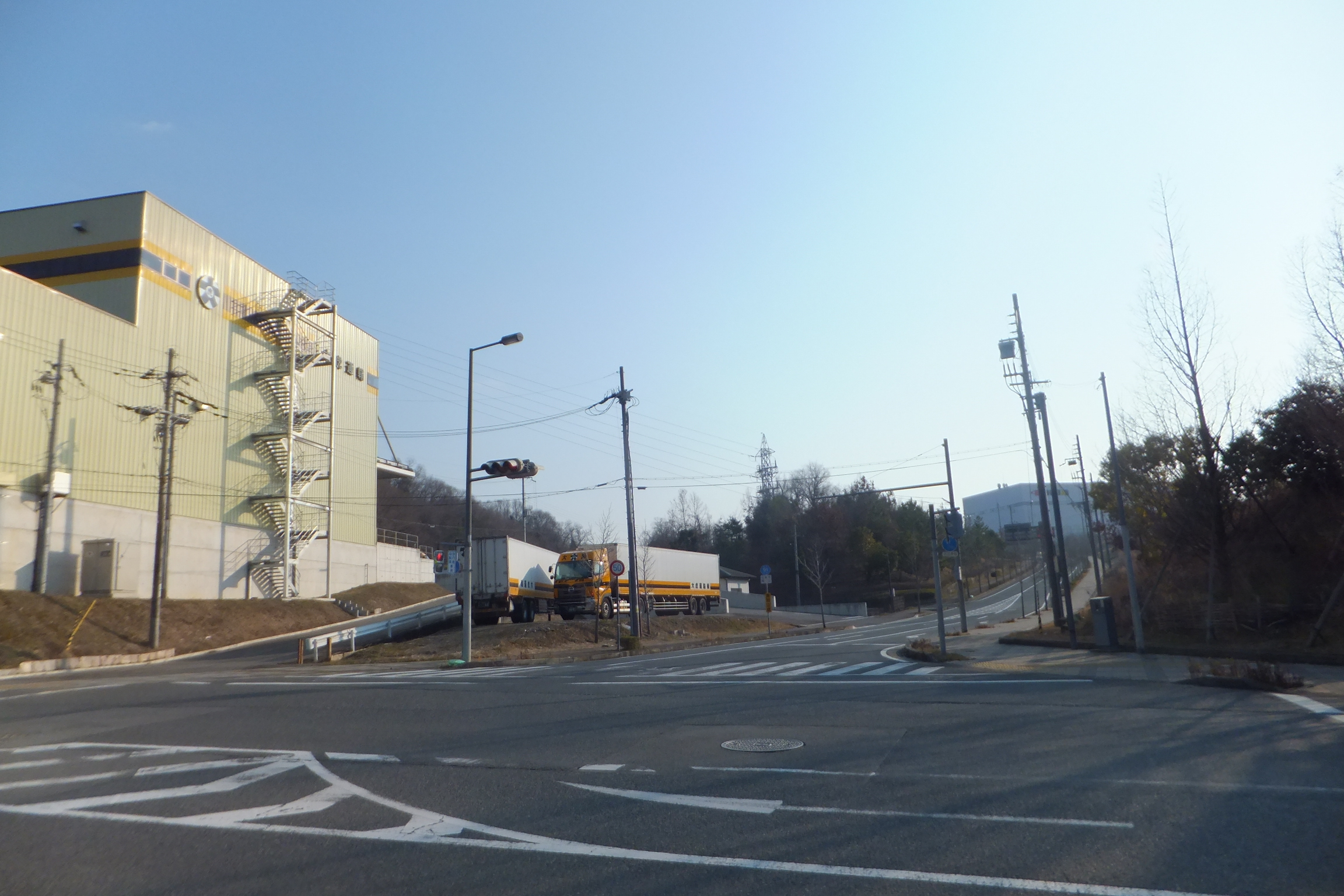
終点付近
南山1丁目で撮影

- 総延長：482m

## 歴史
- 1993年（平成5年）5月11日 - 建設省から、県道平木東条線の一部がはりま東条インター線として主要地方道に指定される[1]。

## 地理

### 通過する自治体
- 加東市

### 交差する道路
| 交差する道路                             | 交差する場所 | 交差する場所                                           |
| ---------------------------------------- | ------------ | ------------------------------------------------------ |
| E2A 中国自動車道 兵庫県道313号平木南山線 | 南山1丁目    | ひょうご東条インター前交差点 / 起点 7-1 ひょうご東条IC |
| 兵庫県道17号西脇三田線                   | 南山1丁目    | ひょうご東条インター入口交差点 / 終点                  |